# Moststraße
Die Moststraße liegt im Mostviertel – dem größten geschlossenen Mostbirnbaumgebiet Europas – südlich der Donau in Niederösterreich. Auf ca. 200 km führt die Erlebnisstraße in einem Rundkurs durch die hügelige Landschaft von St. Valentin (Niederösterreich) und Strengberg über Haag und Weistrach, vorbei an Kürnberg, Ertl und St. Michael am Bruckbach zum Stift Seitenstetten. Danach geht es über Biberbach, Aschbach-Markt und Wolfsbach und zurück zum Ausgangspunkt.
Die bestens ausgeschilderte Strecke führt zu zahlreichen Mostwirtshäusern, Moststraßenheurigen und bäuerlichen „Ab-Hof“-Betrieben sowie zu so manchem Aussichtspunkt. Zahlreiche Themenwanderwege und Lehrpfade laden zu Ausflügen zu Fuß oder mit dem Fahrrad ein.
Der Most, der der Region und der Straße den Namen gibt, wird überwiegend im Herbst produziert, wenn die Früchte – meist Birnen – geerntet, gewaschen, in Mühlen zerkleinert und gepresst werden. Der Saft wird dann bis zu sechs Wochen zur Gärung gelagert, gefiltert und auf Flaschen gezogen oder direkt ausgeschenkt.
Ein besonderer optischer Reiz entsteht im Frühjahr zur (Birn-)Baumblüte.